# 第61師団 (日本軍)
第61師団（だいろくじゅういちしだん）は、1943年から1945年まであった大日本帝国陸軍の師団である。

## 沿革
1943年（昭和18年）3月13日の軍令陸甲第22号により、第61独立歩兵団を基幹に編成が命じられた。
東京市赤坂区青山南町一丁目（現・東京都港区南青山）の第1師団司令部において編成完結後、第13軍の戦闘序列に入り、南京からビルマ戦線に転用された第15師団から任務を引き継ぐため中華民国江蘇省南京市に移動した。南京から蕪湖にかけての区域の警備に当たった。
師団編成当初には所属の砲兵隊がなかったが、1945年（昭和20年）2月に師団迫撃砲隊が編成された。
その後、上海に移動し連合国軍の上陸に備える一方で大陸打通作戦に従事する部隊に対する後方の守りを固める任務、江蘇省内の治安警備に従事する中で終戦。
引き揚げ・復員は数回に分けて行われ、最後の復員船が1946年（昭和21年）5月13日に長崎県佐世保市の佐世保港に入港して任務を完遂した。

## 師団概要

### 歴代師団長
- 田中勤 中将：1943年（昭和18年）3月18日 - 終戦[2]

### 参謀長
- 山下哲夫 大佐：1943年（昭和18年）3月18日 - 終戦[3]

### 最終司令部構成
- 参謀長：山下哲夫大佐
  - 参謀：永田忠正中佐
- 高級副官：赤堀篤中佐
- 経理部長：福永定治郎主計大佐

### 最終所属部隊
- 歩兵第101連隊（東京）：野村懋大佐
- 歩兵第149連隊（甲府）：岡村誠之大佐
- 歩兵第157連隊（佐倉）：赤松貞雄大佐
- 第61師団迫撃砲隊：杉山重太郎少佐
- 第61師団通信隊：松原常雄少佐
- 第61師団工兵隊：清水達男大尉
- 第61師団輜重隊：小川福次郎少佐
- 第61師団野戦病院：高尾利弘大尉
- 第61師団病馬廠：小林芳治大尉